# Пресс, Робин
Робин Пресс (род. 21 декабря 1994, Уппсала, Швеция) - шведский хоккеист, защитник. Выступает за магнитогорский "Металлург".

## Биография
Робин Пресс родился в шведском городе Уппсала. Ранее он играл в лиге Аллвсенскан, в молодежных клубах "Альтмуна" и "Сёдертелье", после дебютировал в Шведской хоккейной лиге. Два сезона провел в Северной Америке - играя за фарм-клубы "Чикаго Блэкхокс" - "Рокфорд АйсХогс" (АХЛ) и "Инди Фьюэл" (ECHL).

В мае 2018 года подписал контракт со шведским клубом "Ферьестад БК", проведя там один сезон. Набрал 10 (2+8) очков в 40 матчах.

Через год, в мае 2019, подписал двухлетний контракт с финским клубом "Лукко". Стал лучшим защитником клуба и самой Лииги, набрав 48 (17+31) очков в 58 матчах. Обладатель кубка "Канада-малья" в составе финского клуба.

В 2021 покинул "Лукко" и подписал контракт на один год с клубом КХЛ "Северсталь". В первом сезоне в КХЛ Робин набрал 18 (5+13) очков. В сезоне 2022/2023 он получил 42 (11+31) очков, что было его лучшим результатом в череповецком клубе. 

После 2-х сезонов с составе "Северстали" перешел в магнитогорский "Металлург", подписав контракт на один год. В мае 2024 года продлил соглашение еще на 2 года - до конца сезона 2025/2026. В первом сезоне в "Металлурге" набрал 39 (7+32) очков, в плей-офф - 17 (3+14). В следующем сезоне набрал в регулярном чемпионате 42 (7+35) результативных баллов. 

Вместе с магнитогорцами стал обладателем Кубка Гагарина в 2024 году.

## Достижения
| Лига  | Год  | Трофей         |
| ----- | ---- | -------------- |
| Лиига | 2021 | "Канада-малья" |
| КХЛ   | 2024 | Кубок Гагарина |